# Tyson Heung
Tyson Heung est un patineur de vitesse sur piste courte allemand.

## Biographie
Il participe aux épreuves de patinage de vitesse sur piste courte aux Jeux olympiques de 2006 et de 2010 .